# غاريت كوش
غاريت كوش هو لاعب كرة قدم كندي في مركز الهجوم، ولد في 26 سبتمبر 1973 في ريتشموند في كندا. شارك مع منتخب كندا تحت 20 سنة لكرة القدم ومنتخب كندا لكرة القدم. أما مع النوادي، فقد لعب مع أوستينده وفانكوفر وايتكابس وفانكوفر وايتكابس وكيه في ميخيلين ونادي مونز.

## وصلات خارجية
- غاريت كوش على موقع الاتحاد الدولي (مؤرشف)  (الإنجليزية)
- غاريت كوش على موقع قاعدة بيانات كرة القدم.إي يو (الإنجليزية)
- غاريت كوش على موقع ناشيونال فوتبول تيمز (الإنجليزية)